# Abdal (mitologie)
Abdal este zeul vânătorii și ocrotitor al animalelor sălbatice în cadrul mitologiei avarilor din Caucaz.
În alte mitologii caucaziene apare sub denumiri ca:
- Avdal, la darghini, tsahuri, laxi;
- Dali, la kartveli.

Înaintea unei expediții cinegetice, vânătorii îi adresau rugăciuni, iar, la încheierea vântului, îi aduceau ca ofrandă inima și ficatul animalelor sacrificate.